# Constantin Dudescu
Constantin Dudescu (1760 - 1831) a fost un boier român, care a deținut funcția de logofăt al Țării Românești.
A fost fiul lui Nicolae Dudescu și a aparținut unei familii bogate, unul dintre strămoși fiind Dumitru din Dudești, vornic în perioada lui Mihai Viteazul.
S-a remarcat printr-o viață extravagantă, în special datorită exceselor financiare.
Bun cunoscător al limbii franceze, este trimis la curtea lui Napoleon pentru a obține de la acesta recunoașterea unirii Principatelor Române.
Legenda spune că l-ar fi plimbat pe împăratul francez într-o sanie trasă de cai și, deoarece nu era zăpadă, a presărat drumul cu zahăr.